# Onuimo
Onuimo è una delle ventisette aree a governo locale (local government areas) in cui è suddiviso lo stato di Imo, in Nigeria. Estesa su una superficie di 87 chilometri quadrati, conta una popolazione di 99.368 abitanti.